# John Rzeznik
John Joseph Theodore Rzeznik (* 5. prosince 1965 Buffalo) je hlavní zpěvák americké rockové skupiny The Goo Goo Dolls.
Rzeznik se narodil do početné rodiny v Buffalu ve státě New York. Jeho rodiče Joseph a Edith Rzeznikovi byli polskými emigranty, má čtyři starší sestry. Otec Joseph podlehl alkoholismu, když bylo Johnovi čtrnáct let, a jeho matka Edith zemřela o rok později na srdeční problémy.
Rzeznik je autorem většiny textů a hudby písní Goo Goo Dolls, kteří vznikli v roce 1986. Spolupracoval s Ianem Gillanem na jeho sólovém albu Gillan’s Inn.